# Colony (Alabama)
Colony ist ein Ort im Cullman County, Alabama. Colony hat eine Gesamtfläche von 5,8 km². 2020 hatte Colony 264 Einwohner.

## Demographie
Nach der Volkszählung aus dem Jahr 2000 hatte Colony 385 Einwohner, die sich auf 130 Haushalte und 99 Familien verteilten. Die Bevölkerungsdichte betrug 66,4 Einwohner/km². 93,91 % der Bevölkerung waren afroamerikanisch, 5,71 % weiß. In 27,7 % der Haushalte lebten Kinder unter 18 Jahren. Da Durchschnittseinkommen betrug 32.708 Dollar pro Haushalt, wobei 12,7 % der Bevölkerung unterhalb der Armutsgrenze lebten.